# Tomasz Angelos
Tomasz Angelos (właściwie Tomasz Angelos Dukas Komnen, zm. 1318) – władca Despotatu Epiru w latach 1296–1318. Syn Nicefora I Dukasa i Anny Kantakuzen, siostrzenicy cesarza Michała VIII Paleologa. Był ostatnim władcą z dynastii Angelosów.

## Życiorys
Po śmierci Nicefora I władzę w państwie w imieniu małoletniego Tomasza objęła jego matka Anna Paleologina Kantakuzena. W 1296 roku odparła ostatecznie próbę zajęcia części terytoriów Epiru, podjętą przez Konstantyna Angelosa (Dukasa), władcę księstwa Tesalii. W tym samym roku z roszczeniami do sukcesji państwa epirockiego wystąpił Filip Andegaweński, hrabia Tarentu, który dwa lata wcześniej poślubił córkę Nicefora II i odtąd rościł sobie prawo do następstwa po teściu. Filip zaatakował i zdobył Wonitsę, Angelokastron i leżący nad Zatoką Koryncką port Naupaktos (Lepanto). W odpowiedzi wojska bizantyńskie wkroczyły nawet na ziemie Despotatu. Pomoc bizantyńska nasiliła się jeszcze w następnych latach. Sprawująca regencję matka, nie godząc się by Tomasz złożył hołd Filipowi, doprowadziła do zerwania z Neapolem i do zbliżenia z Bizancjum, co zostało przypieczętowane małżeństwem Tomasza z Anną Paleologiną, wnuczką cesarza Andronika II Paleologa.
Tomasz Dukas został zamordowany w 1318 roku przez swego siostrzeńca, hrabiego Kefalenii, Mikołaja Orsiniego. Wraz ze śmiercią Tomasza wygasł ród Angelosów-Dukasów-Komnenów władający Epirem od 1204 roku.